# فارس عبد الرحمن الوقيان
فارس عبد الرحمن الوقيان، مواليد عام 1934 في حي القبلة وتوفي في 17 يناير 2004.

## عن حياته
هو الابن الأصغر للتاجر عبد الرحمن الفارس الوقيان أحد رجالات الكويت. أنهى فارس الوقيان دراسته الجامعية في مصر وحصل على ليسانس الحقوق من جامعة القاهرة ومن ثم عاد إلى الكويت وعمل في الجهاز القضائي وتدرج في المناصب إلى أن أصبح نائباً عاماً وبقي في هذا المنصب لمدة أحد عشر عاماً، ومن ثم رئيس لديوان المحاسبة الكويتي لمدة ثلاثة عشر عاماً، ثم شغل منصب رئيس مجلس إدارة مؤسسة الكويت للخدمات التعليمية لمدة ثلاثة سنوات وبعد ذلك ترك هذه الأعمال وتفرّغ لإدارة أعماله الخاصة وكان خلال الفترات السابقة بالإضافة إلى أعماله يشغل منصب رئيس الهيئة القضائية بالأوابك لمدة تسعة عشر عاماً إلى أن تقاعد.

## ديوان المحاسبة الكويتي
ترأس ديوان المحاسبة الكويتي من 29 نوفمبر 1982 وحتى 8 فبراير 1995 